# Havkongens Datter
Havkongens Datter er en dansk stum komedie-dramafilm fra 1908 produceret af Nordisk Films Kompagni og instrueret af Viggo Larsen.

## Handling
Peter er en ung dreng, der som spøgefugl er glad for at spille sin husbond og fruen i huset et puds, men som ofte giver ham sin velfortjente straf. I dag har han været særlig velvillig til at lave fjollerier, og han slipper ikke for sin eftertrykkelige straf. Han må endda blive på værkstedet, mens de andre spiser aftensmad. Peter sætter sig modløs ned, og kort efter falder han i søvn. Han drømmer, at han er om bord på et stort skib, der skal langt væk. Skibet bliver angrebet af pirater, og kaptajnen beder Peter om at gå ned i krudtkammeret og sprænge skibet i luften, så snart den første malay kommer ombord. Peter sprænger skibet i luften, og alle ombord omkommer. Peter synker ned på havets bund og finder sig selv hvilende på Havkongens trone. Havkongens datter vækker ham til live og påkalder sig hele hoffets vrede ved at erklære sin kærlighed til den unge sømand og tilbyder ham sin hånd. Da Peter afslår tilbuddet, ser det ud som om havmændene vil overfalde og dræbe ham, men prinsessen vifter dem alle væk, og et storslået palads opstår i baggrunden. Prinsessen fører den forbløffede Peter derind og viser ham alle havets rigdomme og en juvelbesat trone og siger til ham. "Alt det vil jeg alle give dig, hvis du bare vil være min." Men Peter afslår, og så bliver den lille prinsesse meget sur. Hun tilkalder to havmænd og beder dem om at fængsle Peter, men da der ikke er noget fængsel ved hånden, må de tage ham til skatkammeret. Da Peter er kommet sig over sin forskrækkelse, skynder han sig at fylde sine lommer med ædelsten, og da der samtidig kommer et anker ned, tager han fat i det og bliver trukket op af vandet. Han er nu ombord på et skib, hvis besætning han imponerer ved at dele diamanter ud. Peters sidste drømmebillede er det bedste. Han befinder sig i en stor luksuriøs sal, hvor han generøst deler sine rigdomme med sin gamle herre og fruen i huset. Men her får drømmen en brat ende, da husets herre giver ham en ordentlig gang prygl.

## Medvirkende
- Carl Alstrup
- Susanne Friis
- Oscar Stribolt
- Lauritz Olsen
- Petrine Sonne

Kilde: